# Alhos Vedros
Alhos Vedros ist ein Ort und eine Freguesia (Gemeinde) in Portugal im Landkreis Moita, Distrikt Setúbal mit einer Fläche von 17,9 km² und 16.146 Einwohnern (Stand 19. April 2021). Dies ergibt eine Bevölkerungsdichte von 901,6 Einw. pro km².

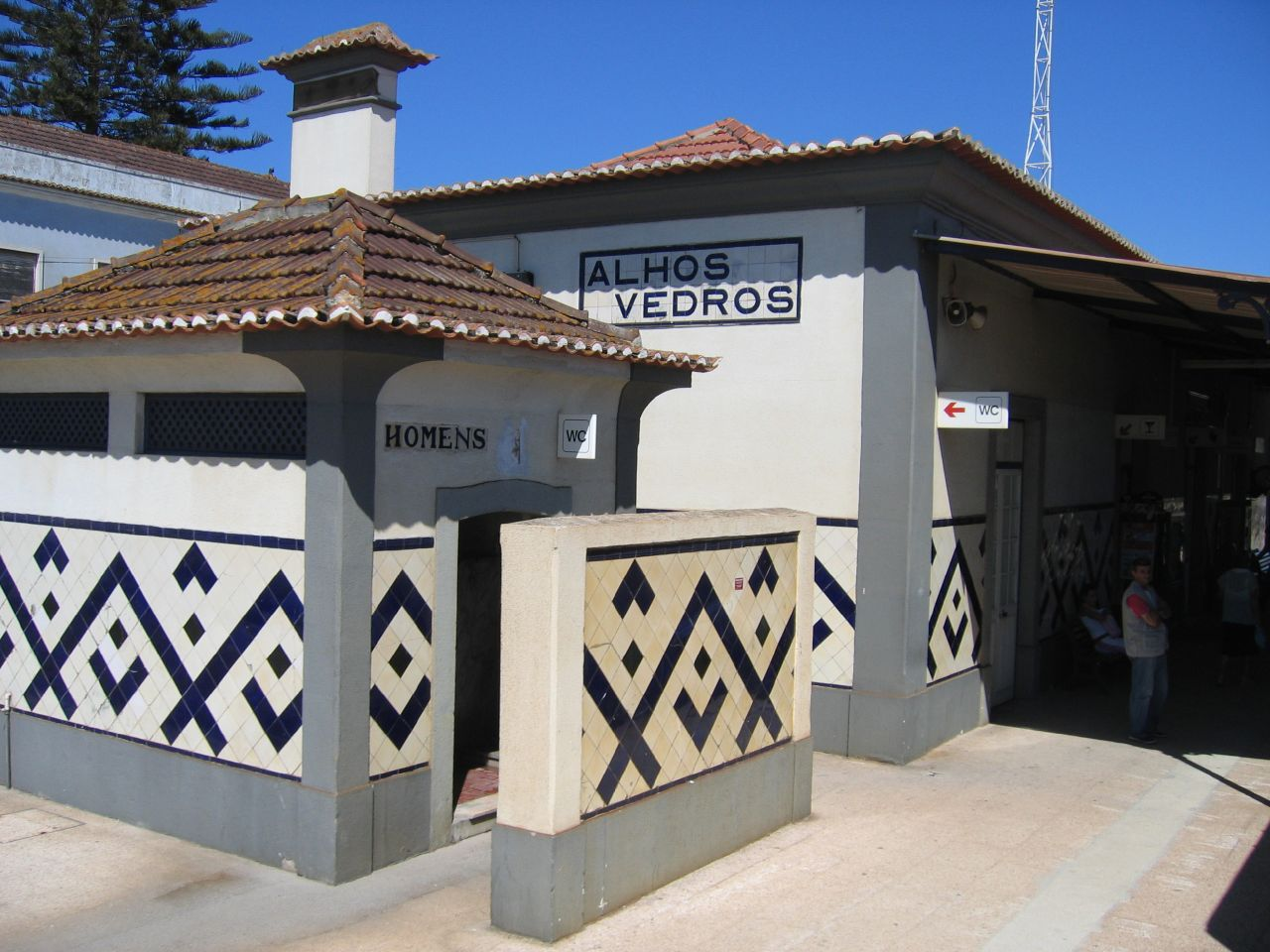
Bahnhof von Alhos Vedros

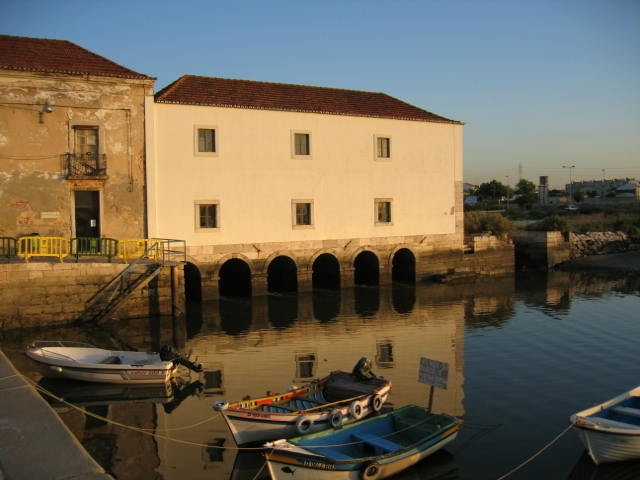
Gezeitenmühle

Die Gemeinde liegt direkt am Ufer des Tejo und war früher ein Fischerort. Heute ist Alhos Vedros ein Teil von Barreiro, einer Vorstadt am anderen Tejoufer von Lissabon, die sich immer weiter in die Umgebung ausbreitet. Alhos Vedros ist neben Alcochete eine der ältesten Gemeinden auf diesem südlichen Flussufer. Alhos Vedros verfügt über historische Bauwerke wie zum Beispiel seine Hauptkirche von São Lourenço oder den einzigen manuelinischen ’Pelourinho’ (Pranger), der unverändert im Distrikt Setúbal existiert, sowie am Tejo-Ufer alte Salinenanlagen und eine Gezeitenmühle.